# Iranische Diaspora

Iran
+ 1,000,000
+ 100,000
+ 10,000
+ 1,000

Zur iranische Diaspora gehören iranische Staatsbürger und deren Nachkommen, die außerhalb des Iran leben, unabhängig von der ethnischen Zugehörigkeit. Ein Großteil der iranischen Diaspora besteht aus politischen Flüchtlingen, die seit der Islamischen Revolution 1979 geflohen sind. Vor allem in den Golfstaaten leben aber auch hochqualifizierte Arbeitsmigranten, die wegen der hohen Arbeitslosigkeit auswandern.

## Iraner nach Staat

### Tabelle mit ausgewählten Staaten
| Land                         | Migranten, die im Iran geboren sind | Iraner gesamt (gebürtig+Nachkommen)          | Anmerkungen                                               |
| ---------------------------- | ----------------------------------- | -------------------------------------------- | --------------------------------------------------------- |
| Vereinigte Staaten           | 283.225 (2000)                      | 448.722 (Zensus 2010) bis etwa 1–2 Millionen |                                                           |
| Türkei                       | Keine Angaben                       | etwa. 500.000 (geschätzt, 2010)              | Meist als Übergang nach Europa                            |
| Kanada                       | 244.325 (2011)                      | 270.889 (2011)                               |                                                           |
| Vereinigte Arabische Emirate |                                     | 400.000 bis 500.000 (2011)                   |                                                           |
| Deutschland                  | 100.000 (2003)                      | 237.000 (2019)                               | siehe: Iraner in Deutschland                              |
| Malaysia                     | 100.000                             |                                              |                                                           |
| Bahrain                      | 173.000 (2014)                      |                                              | Daneben weitere Perser aus früheren Zeiten                |
| Vereinigtes Königreich       | 83.000 (2011)                       |                                              |                                                           |
| Kuwait                       | 80.000 (2003)                       |                                              |                                                           |
| Schweden                     | 53.892 (2000)                       | 92.428 (2011)                                |                                                           |
| Russland                     | 50.000 (2002)                       |                                              |                                                           |
| Israel                       | 47.800 (2007)                       | 135.000 (2007)                               | Meist iranische Juden                                     |
| Niederlande                  | 35.561 (2014)                       |                                              |                                                           |
| Australien                   | 34.455 (2011)                       | 36.168 (2011)                                |                                                           |
| Katar                        | 27.000                              |                                              |                                                           |
| Frankreich                   | 18.376 (2000)                       |                                              |                                                           |
| Dänemark                     | 16.322 (2017)                       | 20.397 (2017)                                |                                                           |
| Österreich                   | 16.203 (2015)                       | 17.000 bis 20.000 (2013)                     |                                                           |
| Norwegen                     |                                     | 17.913 (2012)                                |                                                           |
| Spanien                      |                                     | 12.344 (2011)                                | Zum Teil Deutschiraner                                    |
| Pakistan                     |                                     | 10.000 (2017)                                | Meist Auslandsstudenten, häufig Belutschen und Paschtunen |
| Finnland                     | 7.402 (2018)                        | 8.427 (2018)                                 |                                                           |
| Italien                      |                                     | 7.444 (2010)                                 |                                                           |
| Japan                        | 12.000 (2000)                       | 7.000 (2000)                                 |                                                           |
| Libanon                      |                                     | 5.000 (2015)                                 | Zum Teil Hisbollah-Anhänger                               |
| Schweiz                      |                                     | 4.044 (2000)                                 |                                                           |
| Neuseeland                   |                                     | 2.895 (2006)                                 |                                                           |
| Rumänien                     | 2.000                               |                                              |                                                           |
| Portugal                     |                                     | 339 (2011)                                   |                                                           |
| Volksrepublik China          | Mehrere Tausend                     |                                              | Meist Auslandsstudenten und qualifizierte Arbeitskräfte   |

### Europa
In Europa leben etwa 350.000 gebürtige Iraner, die meisten davon politische Flüchtlinge. Die meisten Iraner leben in Deutschland, weitere große Gemeinden existieren im Vereinigten Königreich, Schweden, den Niederlanden, Frankreich und Österreich.

### Naher Osten und Zentralasien
In der Nachbarschaft des Iran leben die meisten Iraner in der Türkei, etwa 500.000. In Armenien, Aserbaidschan, Israel und Georgien leben hauptsächlich iranische Armenier, Aserbaidschaner, Juden und Georgier (Remigration). In dieser Region leben viele weitere ethnische Iraner bzw. Perser, die jedoch nicht aus dem heutigen Iran stammen und daher nicht zur iranischen Diaspora gehören.
In den Golfstaaten, insbesondere in den Vereinigten Arabischen Emiraten, Bahrain und Katar, leben ebenfalls viele Iraner, die wegen der hohen Arbeitslosigkeit aus dem Iran in die Golfstaaten eingewandert sind.

### Nordamerika
In den Vereinigten Staaten leben die meisten Iraner außerhalb des Iran. Mit ihren Nachkommen zählen sie bis zu 2 Millionen. Sie leben vor allem in Kalifornien. Die Stadt mit den meisten Iranern ist Los Angeles, wo sie sich in bestimmten Stadtvierteln konzentrieren (sog. Tehrangeles).
In Kanada leben über 240.000 Menschen, die im Iran geboren wurden. Sie leben vor allem in der Millionenstadt Toronto.

### Ostasien
In Ostasien leben über 100.000 Iraner. Sie sind meist Flüchtlinge, Wirtschaftsmigranten und Auslandsstudenten. Die meisten Iraner leben in Malaysia.

### Ozeanien
In Ozeanien leben etwa 37.000 Iraner, über 90 % in Australien.